# Pacatuba (Sergipe)
Pacatuba é uma cidade brasileira no estado de Sergipe. Localiza-se no Baixo São Francisco, litoral norte sergipano. É conhecida por suas belezas naturais, sendo uma delas o pantanal nordestino.

## Etimologia
O topônimo Pacatuba vem da língua tupi e significa "ajuntamento de pacas", através da junção dos termos paka ("paca") e tyba ("ajuntamento").[carece de fontes?]

## História
Antes mesmo da chegada definitiva em terras sergipanas dos portugueses, em 1590, acredita-se que os índios tupinambás já tinham, por aquelas bandas de Pacatuba, uma relação comercial com franceses.
No início de 1600, já se tinha notícia de um forte aldeamento na confluência do Rio Poxim do Norte com o Betume. Quem comandava aquele povoamento era o cacique Pacatuba. Quando Cristóvão de Barros invadiu Sergipe, cumprindo ordens do Governo da Bahia e de Felipe II da Espanha, que reinava em Portugal, deu-se uma matança generalizada. Todos os maiores recursos militares teriam sido usados. Cristóvão venceu os poderosos caciques Baepeba, Serigy e Siriry.
Para a maioria dos historiadores, antes que as colunas de Cristóvão de Barros chegassem à região do São Francisco, os caciques Japaratuba e seu irmão Pacatuba acabaram se entregando aos portugueses e pedindo paz. Mas outros estudiosos discordam e acreditam que Cristóvão encontrou resistência sim, e venceu por conta da força militar.

### Depois da Conquista Portuguesa
As terras da aldeia de Pacatuba foram anexadas à sesmaria de Pedro de Abreu Lima. Por volta de 1640, padres Jesuítas começam a levantar uma capela no aldeamento. Mas, em 1732, por ordem do Marquês de Pombal, os jesuítas foram expulsos e a missão religiosa, com todas suas terras em Pacatuba, foi entregue aos padres Capuchinhos. Em 1810, eles terminaram a construção da capela do povoado, e a dedicaram a São Félix de Cantalício.
Por causa das férteis terras para a cana-de-açúcar, o povoamento crescia rápido. Existem documentos que afirmam que em 1808 já existiam por lá cerca de setecentos índios. O resultado é que, em 6 de fevereiro de 1835, uma lei provincial criou a Freguesia de São Félix da Pacatuba. O atual município de Japoatã estava incluído aí. Menos de trinta anos depois, a 13 de maio de 1864, a freguesia passava à vila. Mas a independência de Pacatuba só aconteceu na prática em 2 de maio de 1874, isto é, dez anos depois, quando se libertou do município de Vila Nova, que hoje é Neópolis.
Em 23 de novembro de 1910, os pacatubenses foram surpreendidos com a criação do município de Jaboatão, hoje Japoatã, localizado na antiga missão jesuítica de Riacho do Meio. A reação em Pacatuba foi forte. População e autoridades não encontravam motivos para a perda daquele território. Várias representações foram feitas ao comando de Sergipe. A pressão foi tanta que o novo município de Jaboatão não chegou.

### Um Golpe e o Desfecho
A Lei Estadual 960, de 20 de outubro de 1926, transferiu a sede do município de Pacatuba para Jaboatão, ficando a cidade de Pacatuba reduzida à condição de povoado de Jaboatão. A reação das autoridades da vila também foi forte, mas desta vez não adiantou muito. Pacatuba passou quase doze anos como povoado. A luta dos pacatubenses era constante. Mas só em 28 de março de 1939, voltou Pacatuba à sua antiga condição de município, embora o distrito de paz continuasse em Jaboatão. Essa situação permaneceu até 1943, quando seu nome foi modificado de Pacatuba para Pacatiba, por conta da duplicidade dos nomes de vilas brasileiras.
Só em 25 de novembro de 1953, Pacatiba foi transformada em cidade, sendo desmembrada de Japoatã e o nome voltando a ser Pacatuba. O município livre e independente só foi instalado em 31 de janeiro de 1955, quando foi empossado o seu primeiro prefeito, Manuel Ricardo dos Santos e, também, constituída sua Câmara de Vereadores.

### O Golpe de 1926
Em novembro de 1926, autoridades do então povoado de Japoatã, lideradas por Ananias Melo, informaram ao presidente do estado, Maurício Graccho Cardoso, que um jornal, o Município, de propriedade do intendente de Pacatuba, Sancho Moura, havia publicado um artigo contra Graccho Cardoso.
O presidente, mesmo sem ver o artigo, baixou um decreto transferindo a sede do município para Japoatã. Graccho ainda mandou uma escolta policial para prender o chefe de Pacatuba e trazê-lo para Aracaju. Sancho, ex-deputado estadual e coronel da Guarda Nacional, saiu da prisão e foi para o Rio de Janeiro, onde morreu em 1959.
Liderados por Antônio de Sá Travassos, mais de uma dezena de autoridades de Pacatuba conseguiu em 8 de outubro de 1929, devolver ao povoado a categoria de cidade. Mas, por conta da Revolução de 30, a instalação do município acabou sendo frustrada. Porém, um filho de Pacatuba que morava em Santos, Francisco de Barros Melo, o Barrinhos, amigo pessoal do governador Arnaldo Garcêz, conseguiu enfim deixar o município independente no dia 25 de novembro de 1953.

### Código de Posturas de Pacatuba
Em vários municípios, os intendentes por volta de 1900 criaram códigos de posturas, uma espécie de constituição municipal para organizar a vida nas vilas. Em Pacatuba um dos códigos foi elaborado por um cidadão de grande importância na história do município, Sancho Moura. A seguir, alguns trechos do longo Código de Posturas do Município de Pacatuba, datado de 11 de março de 1912.
“Os proprietários ou inquilinos das casas são obrigados a varrerem o terreno fronteiro às suas habitações nos sábados à tarde, deixando o lixo para o zelador das ruas apanhar. Pena: 10$ de multa ou 2 dias de prisão.”
“Os lampiões distribuídos convenientemente, deverão estar todos acesos em qualquer estação, logo ao recolher do Sol e apagados ao clarear da manhã conservando a luz o maior grau de intensidade. Nas noites de luar, o serviço de iluminação deverá estar feito um quarto de hora antes do recolher da Lua”.
“Ficam expressamente proibidos vozerias nas ruas, em horas de repouso, bem assim orgias, cantarolas e batuques, ainda que em casas fechadas, quando perturbarem o sossego público. Excetuam-se os divertimentos e as reuniões permitidas pela polícia. Os infratores serão penalizados com prisão de três dias e o dono da casa com multa de 10$000”.
“São proibidas as sentinelas a indivíduos falecidos de moléstia contagiosa e, em caso de outras moléstias, as rezas cantadas em altas vozes. Os infratores serão dispersados e presos por dois dias”.
“É proibido dar tiros dentro das vilas, salvo em dias festivos”.
“São proibidos jogos em qualquer casa, bem como nas ruas, praças, etc... com exceção do bilhar, gamão, dominó e outros semelhantes”.
“É proibida a divulgação ou publicação de pasquins contra terceiros. Pena de 20$ de multa”.
“É proibido mendigarem pelas ruas do município pessoas reconhecidamente aptas para o trabalho. Pena de 24 horas de prisão”.

### Por que São Félix de Cantalício?
Existe uma lenda que Félix tinha nascido nas proximidades da aldeia de Pacatuba. Tendo se tornado frei, começou a fazer sua carreira religiosa como prisioneiro dos índios. Sua insistência era tanta pela catequese, que os índios “convertidos” resolveram levantar uma capela em sua homenagem.
Mas a história da Igreja Católica conta que São Félix nasceu em 1515, na Itália, no seio de uma família muito católica de agricultores. O curioso é que o apelido de seu pai era Santo e de sua mãe era Santa. Desde cedo o menino Félix despertou para a vida religiosa. Entrou para um convento Capuchinho. Depois de estudar muito e passar por vários seminários, acaba se ordenando.
Durante cerca de quarenta anos, o povo de Roma viu passar todos os dias pelas ruas da cidade o pequeno frei Félix, recolhendo em sacolas restos de pão e verduras, para depois distribuir com os mais pobres, principalmente as crianças abandonadas. Sua dedicação pelos mais pobres e seu fervor foram decisivos para a sua santidade.

## Geografia
Localiza-se a uma latitude 10º27'12" sul e a uma longitude 36º39'05" oeste, estando a uma altitude de 87 metros. Sua população estimada em 2010 era de 13.137 habitantes (IBGE/CENSO 2010).

## Filhos ilustres
- Sancho Moura - Intendente e deputado estadual.
- José Leandro Martins Soares - Poeta, jornalista e advogado. Trabalhou como jornalista em Sergipe, Pernambuco e Espírito Santo.
- Francisco de Barros Melo - Mesmo morando em Santos, colaborou decisivamente para a emancipação de Pacatuba.
- Aldemar Melo Santos - Frei Capuchinho, ordenado em Loreto, Itália, fundou em Feira de Santana/BA a Congregação Mariana Nossa Senhora de Fátima.
- Manuel Vieira Prado - Exator estadual, delegado de polícia e prefeito de Pacatuba. Foi fundador da UDN no município.
- João Machado Rollemberg Mendonça - Engenheiro, foi secretário da Fazenda, construiu o Hotel Palace e outros prédios importantes. Foi deputado federal por duas vezes e foi cassado pelo AI-5.
- Cáscia Maria de Freire Barros - Advogada e professora.
- Gicélia de Araújo Torres - Juíza de Direito e que teve uma vida marcante em Sergipe.
- João da Cruz dos Santos - Importante comerciante da região.
- José Machado Martins - Descendente do Barão da Cotinguiba, foi grande líder político e proprietário de terras.
- Aurelino Travassos Santos - Militar. Participou da guerra pela Força Expedicionária Brasileira na Itália.
- Alfredo Leite Martins - Chefe político.

## Pacatuba hoje
Região - Norte de Sergipe. 
População - Cerca de 13 137.
Atividades econômicas - Agricultura, coco, peixe e petróleo. 
Possui uma área de 363,761 km² (IBGE). Pacatuba está localizada no litoral norte do estado de Sergipe, estando a 116 km de Aracaju. 
Devido à sua localização, Pacatuba dispõe de uma rica flora e fauna, tendo sido descoberto, recentemente, o Pantanal de Pacatuba, com características semelhantes ao Pantanal do Mato Grosso do Sul. Há ainda uma extensa faixa de praias praticamente desertas, onde se pode encontrar, inclusive, um navio bombardeado na Segunda Guerra Mundial.